# Arquidiócesis de Osaka-Takamatsu
La arquidiócesis de Osaka-Takamatsu (en latín: Archidioecesis Osakensis-Takamatsuensis y en japonés: カトリック大阪高松大司教区) es una circunscripción eclesiástica de la Iglesia católica en Japón. Se trata de una arquidiócesis latina, sede metropolitana de la provincia eclesiástica de Osaka-Takamatsu. Desde el 15 de agosto de 2023 su arzobispo es el cardenal Thomas Aquino Manyo Maeda.

## Territorio y organización

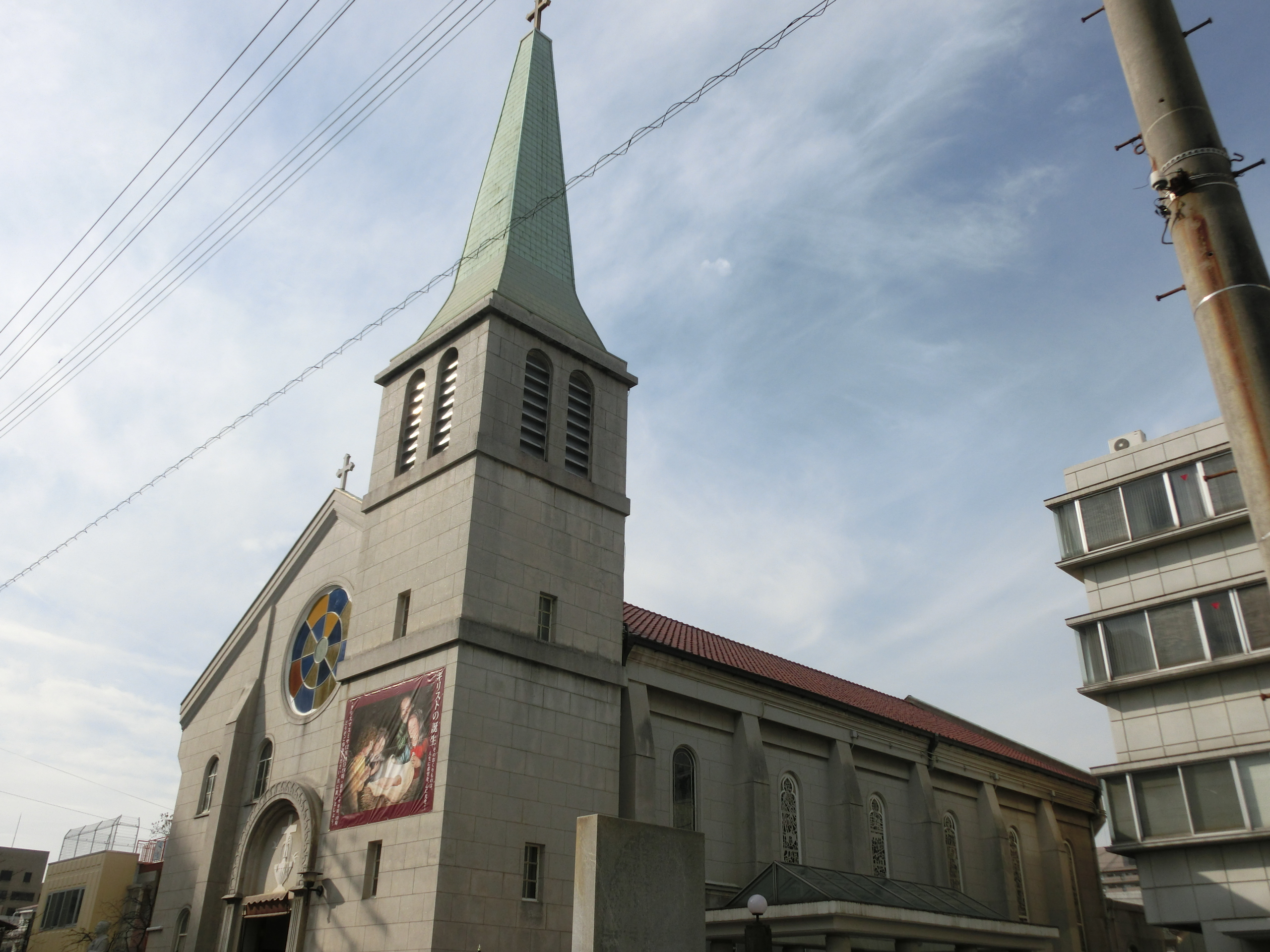
Excatedral de la Asunción de María, en Takamatsu

La arquidiócesis tiene 33 835 km² y extiende su jurisdicción sobre los fieles católicos de rito latino residentes en las prefecturas de: Osaka, Hyōgo y Wakayama de la región de Kansai; y en las prefecturas de: Ehime, Kagawa, Kōchi y Tokushima de la región de Shikoku.
La sede de la arquidiócesis se encuentra en la ciudad de Osaka, en donde se halla la Catedral de la Inmaculada Concepción de la Virgen María. En Takamatsu se encuentra la excatedral de la Asunción de María.
La arquidiócesis tiene como sufragáneas a las diócesis de: Hiroshima, Kioto y Nagoya.
En 2023 en la arquidiócesis existían 105 parroquias.

## Historia

### Arquidiócesis de Osaka
El vicariato apostólico de Japón Central fue erigido el 20 de marzo de 1888 con el breve Quae rei sacrae del papa León XIII, obteniendo el territorio del entonces vicariato apostólico de Japón Meridional.
El 15 de junio de 1891, como resultado del breve Non maius Nobis del papa León XIII, fue elevado a diócesis y asumió el nombre de diócesis de Osaka.
Luego cedió algunas porciones de su territorio para la erección de:
- la prefectura apostólica de Shikoku;
- la prefectura apostólica de Nygata el 13 de agosto de 1912 mediante el decreto Quo catholica de la Propaganda Fide;[3]
- el vicariato apostólico de Hiroshima el 4 de mayo de 1923 mediante el breve Cum ex apostolico del papa Pío XI;[4]
- la prefectura apostólica de Kioto el 17 de junio de 1937 mediante la bula Quidquid ad spirituale del papa Pío XI.[5]

El 24 de junio de 1969 fue elevada al rango de arquidiócesis metropolitana con la bula Quamquam Ecclesiae del papa Pablo VI.

### Diócesis de Takamatsu
La prefectura apostólica de Shikoku fue erigida el 27 de enero de 1904 con el decreto Cum in comitiis de la Congregación de Propaganda Fide, obteniendo el territorio de la arquidiócesis de Osaka.
El 13 de septiembre de 1963 a través de la bula Catholicae Ecclesiae del papa Pablo VI la prefectura apostólica fue elevada a diócesis y tomó el nombre actual.

### Sedes unidas
El 15 de agosto de 2023 el papa Francisco dispuso la incorporación de la diócesis de Takamatsu a la arquidiócesis de Osaka; asumiendo su nombre actual.

## Estadísticas
De acuerdo al Boletín de Sala Stampa de unión de las diócesis, en 2023 la arquidiócesis tiene un total de 51 413 fieles bautizados.
| Año                                                                             | Población            | Población  | Población      | Sacerdotes | Sacerdotes    | Sacerdotes    | Bautizados por sacerdote | Diáconos permanentes | Religiosos | Religiosos | Parroquias |
| Año                                                                             | Bautizados católicos | Total      | % de católicos | Total      | Clero secular | Clero regular | Bautizados por sacerdote | Diáconos permanentes | Varones    | Mujeres    | Parroquias |
| ------------------------------------------------------------------------------- | -------------------- | ---------- | -------------- | ---------- | ------------- | ------------- | ------------------------ | -------------------- | ---------- | ---------- | ---------- |
| Arquidiócesis de Osaka                                                          |                      |            |                |            |               |               |                          |                      |            |            |            |
| 1950                                                                            | 10 110               | 7 952 905  | 0.1            | 102        | 47            | 55            | 99                       |                      | 42         | 451        | 35         |
| 1970                                                                            | 50 853               | 12 917 024 | 0.4            | 229        | 55            | 174           | 222                      |                      | 209        | 899        | 73         |
| 1980                                                                            | 56 944               | 14 340 980 | 0.4            | 216        | 48            | 168           | 263                      | 1                    | 210        | 851        | 79         |
| 1990                                                                            | 54 519               | 15 245 569 | 0.4            | 211        | 54            | 157           | 258                      |                      | 200        | 779        | 81         |
| 1999                                                                            | 55 871               | 15 313 000 | 0.4            | 193        | 51            | 142           | 289                      |                      | 172        | 711        | 78         |
| 2000                                                                            | 55 920               | 15 340 936 | 0.4            | 186        | 51            | 135           | 300                      |                      | 161        | 714        | 78         |
| 2001                                                                            | 56 103               | 15 453 402 | 0.4            | 181        | 51            | 130           | 309                      | 1                    | 163        | 700        | 78         |
| 2002                                                                            | 56 114               | 15 454 494 | 0.4            | 179        | 53            | 126           | 313                      | 1                    | 154        | 710        | 78         |
| 2003                                                                            | 55 736               | 15 466 757 | 0.4            | 179        | 54            | 125           | 311                      | 1                    | 152        | 687        | 78         |
| 2004                                                                            | 55 732               | 15 502 027 | 0.4            | 173        | 55            | 118           | 322                      | 1                    | 143        | 685        | 77         |
| 2013                                                                            | 52 425               | 15 424 517 | 0.3            | 156        | 43            | 113           | 336                      | 1                    | 138        | 639        | 81         |
| 2016                                                                            | 51 236               | 15 333 735 | 0.3            | 158        | 47            | 111           | 324                      |                      | 137        | 628        | 81         |
| 2019                                                                            | 49 438               | 15 242 067 | 0.3            | 151        | 44            | 107           | 327                      | 1                    | 131        | 571        | 81         |
| 2021                                                                            | 48 501               | 15 170 318 | 0.3            | 142        | 43            | 99            | 341                      | 1                    | 116        | 543        | 77         |
| Diócesis de Takamatsu                                                           |                      |            |                |            |               |               |                          |                      |            |            |            |
| 1950                                                                            | 1300                 | 4 000      | 0.0            | 16         | 1             | 15            | 81                       |                      | 3          | 14         | 10         |
| 1970                                                                            | 5316                 | 3 937 319  | 0.1            | 46         | 7             | 39            | 115                      |                      | 40         | 90         | 28         |
| 1980                                                                            | 5236                 | 4 144 704  | 0.1            | 49         | 6             | 43            | 106                      |                      | 44         | 104        | 27         |
| 1990                                                                            | 5337                 | 4 220 971  | 0.1            | 43         | 11            | 32            | 124                      |                      | 32         | 107        | 27         |
| 1999                                                                            | 6065                 | 4 176 371  | 0.1            | 48         | 13            | 35            | 126                      |                      | 36         | 98         | 27         |
| 2000                                                                            | 5821                 | 4 176 371  | 0.1            | 48         | 13            | 35            | 121                      |                      | 36         | 95         | 27         |
| 2001                                                                            | 5498                 | 4 162 790  | 0.1            | 47         | 14            | 33            | 116                      |                      | 34         | 96         | 27         |
| 2002                                                                            | 5499                 | 4 148 227  | 0.1            | 46         | 23            | 23            | 119                      |                      | 23         | 94         | 27         |
| 2003                                                                            | 5492                 | 4 142 157  | 0.1            | 48         | 18            | 30            | 114                      |                      | 30         | 92         | 26         |
| 2004                                                                            | 5407                 | 4 125 762  | 0.1            | 49         | 21            | 28            | 110                      |                      | 28         | 93         | 26         |
| 2010                                                                            | 4910                 | 4 058 752  | 0.1            | 43         | 12            | 31            | 114                      | 1                    | 32         | 82         | 28         |
| 2014                                                                            | 4539                 | 3 991 819  | 0.1            | 37         | 11            | 26            | 122                      | 2                    | 27         | 62         | 26         |
| 2017                                                                            | 4555                 | 3 845 000  | 0.1            | 30         | 8             | 22            | 151                      | 2                    | 23         | 59         | 25         |
| 2020                                                                            | 4428                 | 3 715 297  | 0.1            | 25         | 9             | 16            | 177                      | 4                    | 17         | 53         | 25         |
| Arquidiócesis de Osaka-Takamatsu                                                |                      |            |                |            |               |               |                          |                      |            |            |            |
| 2023                                                                            | 51 413               | 19 074 755 | 0.3            | 173        | 67            | 106           | 297                      | 4                    | 18         | 592        | 105        |
| Fuente: Catholic-Hierarchy, que a su vez toma los datos del Anuario Pontificio. |                      |            |                |            |               |               |                          |                      |            |            |            |

## Episcopologio

### Arquidiócesis de Osaka
- Félix-Nicolas-Joseph Midon, M.E.P. † (23 de marzo de 1888-12 de abril de 1893 falleció)
- Henri-Caprais Vasselon, M.E.P. † (18 de agosto de 1893-7 de marzo de 1896 falleció)
- Jules-Auguste Chatron, M.E.P. † (22 de julio de 1896-7 de mayo de 1917 falleció)
- Jean-Baptiste Castanier, M.E.P. † (6 de julio de 1918-29 de noviembre de 1940 renunció[nota 3])
- Paul Yoshigoro Taguchi † (25 de noviembre de 1941-23 de febrero de 1978 falleció)
- Paul Hisao Yasuda † (15 de noviembre de 1978-10 de mayo de 1997 retirado)
- Leo Jun Ikenaga, S.I. (10 de mayo de 1997 por sucesión-20 de agosto de 2014 retirado)
- Thomas Aquino Manyo Maeda (20 de agosto de 2014-15 de agosto de 2023 nombrado arzobispo de Osaka-Takamatsu)
  - Josep Maria Abella Batlle, C.M.F., Obispo Auxiliar (2 de junio de 2018-14 de abril de 2020 nombrado Obispo de Fukuoka)
  - Paulus Toshihiro Sakai, Obispo Auxiliar, desde el 2 de junio de 2018

### Diócesis de Takamatsu
- José María Álvarez, O.P. † (26 de febrero de 1904-1931 renunció)
- Modesto Pérez, O.P. † (1935-1940 renunció)
  - Sede vacante (1940-1963)
- Franciscus Xaverius Eikichi Tanaka † (13 de septiembre de 1963-11 de enero de 1977 retirado)
- Joseph Satoshi Fukahori † (7 de julio de 1977-14 de mayo de 2004 retirado)
- Francis Xavier Osamu Mizobe, S.D.B. † (14 de mayo de 2004-25 de marzo de 2011 retirado)
- John Eijiro Suwa (25 de marzo de 2011-26 de septiembre de 2022 retirado)

### Arquidiócesis de Osaka-Takamatsu
- Thomas Aquino Manyo Maeda, desde el 15 de agosto de 2023
  - Paulus Toshihiro Sakai, Obispo Auxiliar, desde el 15 de agosto de 2023